# トマ・ニキフォロフ
トマ・ニキフォロフ（Toma Nikiforov 1993年1月25日- ）は、ベルギー・ブリュッセル市出身の柔道選手。階級は100kg級。身長190cm。

## 人物
父親はブルガリアで活躍していた柔道選手だったがベルギーに移住したために、ベルギーで生まれ育つことになった。2009年のヨーロッパカデ選手権90kg級で2位になると、ヨーロッパユースオリンピックフェスティバルでは優勝を飾った。世界カデでは2位だった。2010年には100kg級に階級を上げると、ユースオリンピックで2位となった。2011年のヨーロッパジュニアで3位にると、2012年のヨーロッパジュニアでは2位だった。2013年には世界ジュニアで3位に入った。2015年にはワールドマスターズとヨーロッパ競技大会でそれぞれ3位となった。世界選手権でも3位になった。しかし、2016年のリオデジャネイロオリンピックでは3回戦で敗れた。2017年の世界選手権100kg級では7位に終わったが、世界選手権(無差別)では100kg超級の強豪選手であるジョージアのレヴァニ・マチアシビリやロシアのアレクサンダー・ミハイリンに一本勝ちすると、準決勝では日本の影浦心を小外掛で破って100kg級の選手ながら決勝まで進むが、フランスのテディ・リネールに技あり2つを取られて敗れたが2位となった。2018年のヨーロッパ選手権では優勝を飾った。2021年のヨーロッパ選手権でも優勝した。2024年のパリオリンピックでは初戦で敗れた。その後階級を100㎏超級に上げると、2025年のグランドスラム・パリで3位になった。
IJF世界ランキングは1662ポイント獲得で17位となっている(25/2/3現在)。

## 主な戦績
90kg級での戦績
- 2009年 - ヨーロッパカデ選手権　2位
- 2009年 - ヨーロッパユースオリンピックフェスティバル　優勝
- 2009年 - 世界カデ　2位

100kg級での戦績
- 2010年 - ユースオリンピック　2位
- 2011年 - ヨーロッパジュニア　3位
- 2011年 - 世界ジュニア　7位
- 2012年 - ベルギー国際　優勝
- 2012年 - ヨーロッパジュニア　2位
- 2013年 - ヨーロッパオープン・ワルシャワ　2位
- 2013年 - ヨーロッパ選手権　7位
- 2013年 - 世界ジュニア　3位
- 2014年 - ヨーロッパオープン・プラハ　優勝
- 2014年 - ヨーロッパ選手権　5位
- 2014年 - ヨーロッパオープン・マドリード　優勝
- 2014年 - グランプリ・ハバナ　優勝
- 2014年 - グランプリ・タシュケント　2位
- 2014年 - グランプリ・チェジュ　3位
- 2015年 - ヨーロッパオープン・ローマ　2位
- 2015年 - ワールドマスターズ　3位
- 2015年 - ヨーロッパ競技大会　3位
- 2015年 - グランドスラム・チュメニ　3位
- 2015年 - 世界選手権 3位
- 2015年 - ミリタリーワールドゲームズ 3位
- 2015年 - グランドスラム・アブダビ 3位
- 2016年 - ヨーロッパ選手権　2位
- 2017年 -　グランプリ・デュッセルドルフ　優勝
- 2017年 - 世界選手権 7位
- 2017年 - グランドスラム・アブダビ　2位
- 2017年 -　世界選手権(無差別)　2位
- 2017年 -　グランドスラム・東京　3位
- 2018年 - ベルギー国際　優勝
- 2018年 -　グランドスラム・エカテリンブルグ　2位
- 2018年 -　ヨーロッパ選手権　優勝
- 2019年 - グランプリ・マラケシュ　2位
- 2019年 - グランプリ・アンタルヤ　3位
- 2021年 -　グランドスラム・タシケント　優勝
- 2021年 -　グランドスラム・トビリシ　3位
- 2021年 -　ヨーロッパ選手権　優勝
- 2022年 -　グランドスラム・パリ　優勝
- 2023年 -　グランドスラム・アスタナ　5位

100kg超級での戦績
- 2025年 - グランドスラム・パリ　3位

(出典、JudoInside.com)